# Pala di Santo Spirito

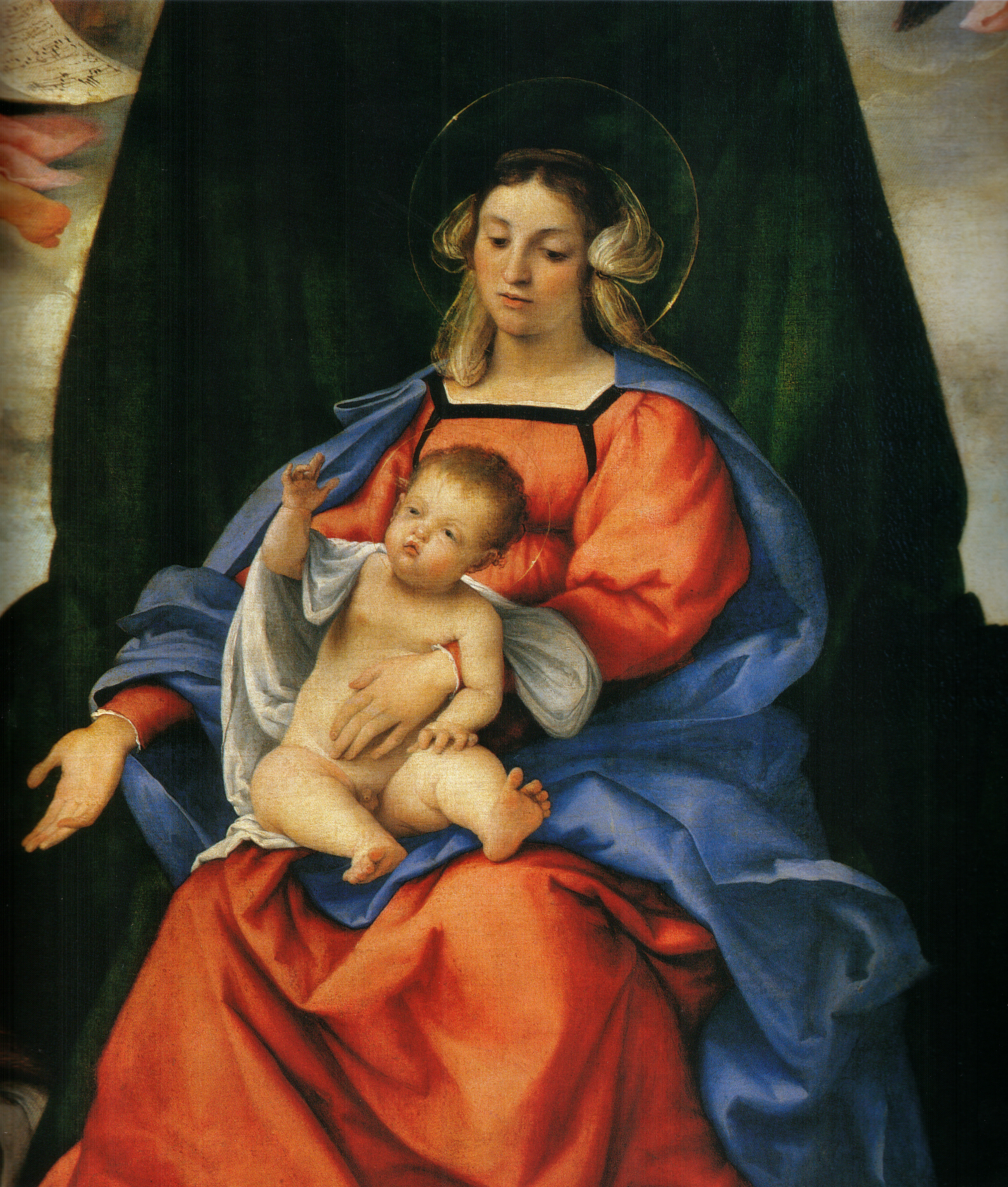
Dettaglio

La Pala di Santo Spirito è un dipinto a olio su tavola (287x268 cm) di Lorenzo Lotto, datato 1521 e conservato nella chiesa di Santo Spirito a Bergamo. L'opera è firmata e datata "L. Lotus / 1521". 

## Storia
Non esistono documenti sulla storia della pala, ma le circostanze della commissione sono state ricostruite in maniera attendibile dagli studiosi. Fu affidato a Lotto da Balsarino Marchetti Angelini, che aveva il patronato della quarta cappella di destra nella chiesa di Santo Spirito a Bergamo e che in seguito sostenne di nuovo l'artista come amico e procuratore. I lavori alla cappella si conclusero nel 1517 ed è verosimile che a quella data venne dato l'incarico al pittore, che probabilmente vi lavorò in contemporanea alla Pala di San Bernardino.
La pala è stata restaurata riportandola ai colori originali tra il 2014 e il 2015 da Alberto Sangalli e Minerva Tramonti Maggi.

## Descrizione e stile
Al posto dell'ambientazione architettonica delle pale d'altare precedenti, come la Pala Martinengo, Lotto scelse in questo caso uno sfondo paesistico, tornando alle tendenze venete inaugurate da Giorgione con la Pala di Castelfranco e aggiornandole alle più recenti tendenze lombarde, come la Pala di San Gottardo di Giovanni Cariani (1517-1518, oggi alla Pinacoteca di Brera), da cui riprese anche il motivo del telo teso tra angeli dietro lo schienale del trono di Maria. Il turbinio angelico fu probabilmente di ispirazione per Correggio.
I brani di paesaggio veri e propri si intravedano appena oltre un parapetto, ma spicca soprattutto il luminoso cielo in cui, in un turbine di nubi, un anello di angeli musicanti e due putti alati reggicorona fanno da corona all'apparizione in gloria della colomba dello Spirito Santo, che rimanda alla dedica principale della chiesa.
In primo piano, al centro, si vede la Madonna col Bambino su un alto trono, coperto da teli, cuscini e un tappeto orientale. Attorno a lei si dispongono quattro santi: Caterina d'Alessandria, Agostino (titolare dell'altare), Sebastiano e Antonio Abate. Sono state notate assonanze tra la pala e la disposizione dei personaggi nella Disputa del Sacramento di Raffaello, come anche la citazione del tipo fisico del san Giovannino, ai piedi del trono, che ricorda un putto nel Trionfo di Galatea a Roma. Egli gioca con l'agnellino, simbolo del sacrificio di Gesù, come sottolinea anche il cartiglio "[Ec]ce Agnus De[i]"; tipicamente lottesco è il dettaglio curioso e ironico dell'animale che si divincola per liberarsi dall'abbraccio troppo forte. Ma a Raffaello rimanda soprattutto l'assetto grandioso e monumentale dei personaggi, con colori resi fiammanti dalla luce incidente, e con atteggiamenti impostati a una misurata classicità.

## Altre immagini

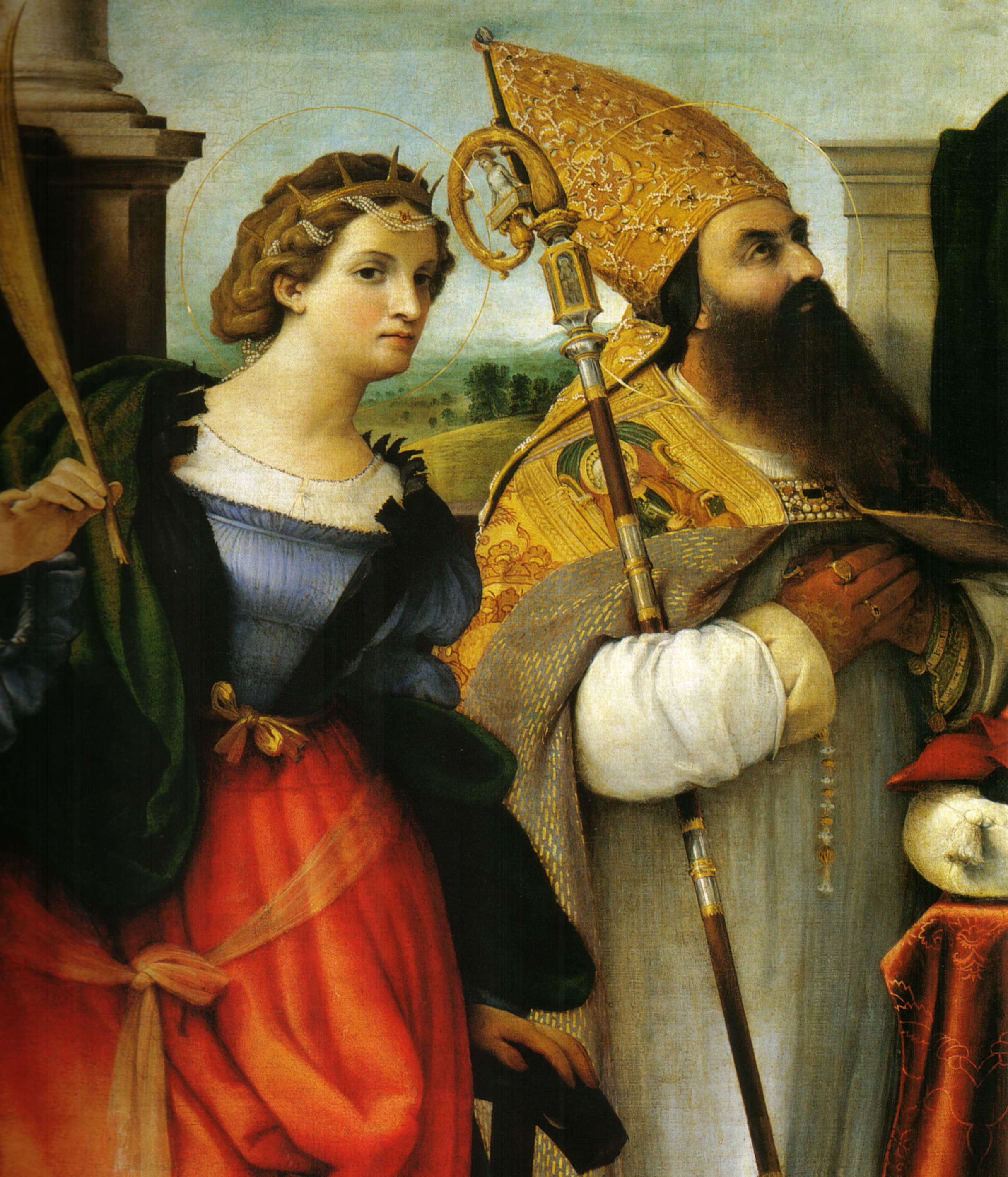
Dettaglio
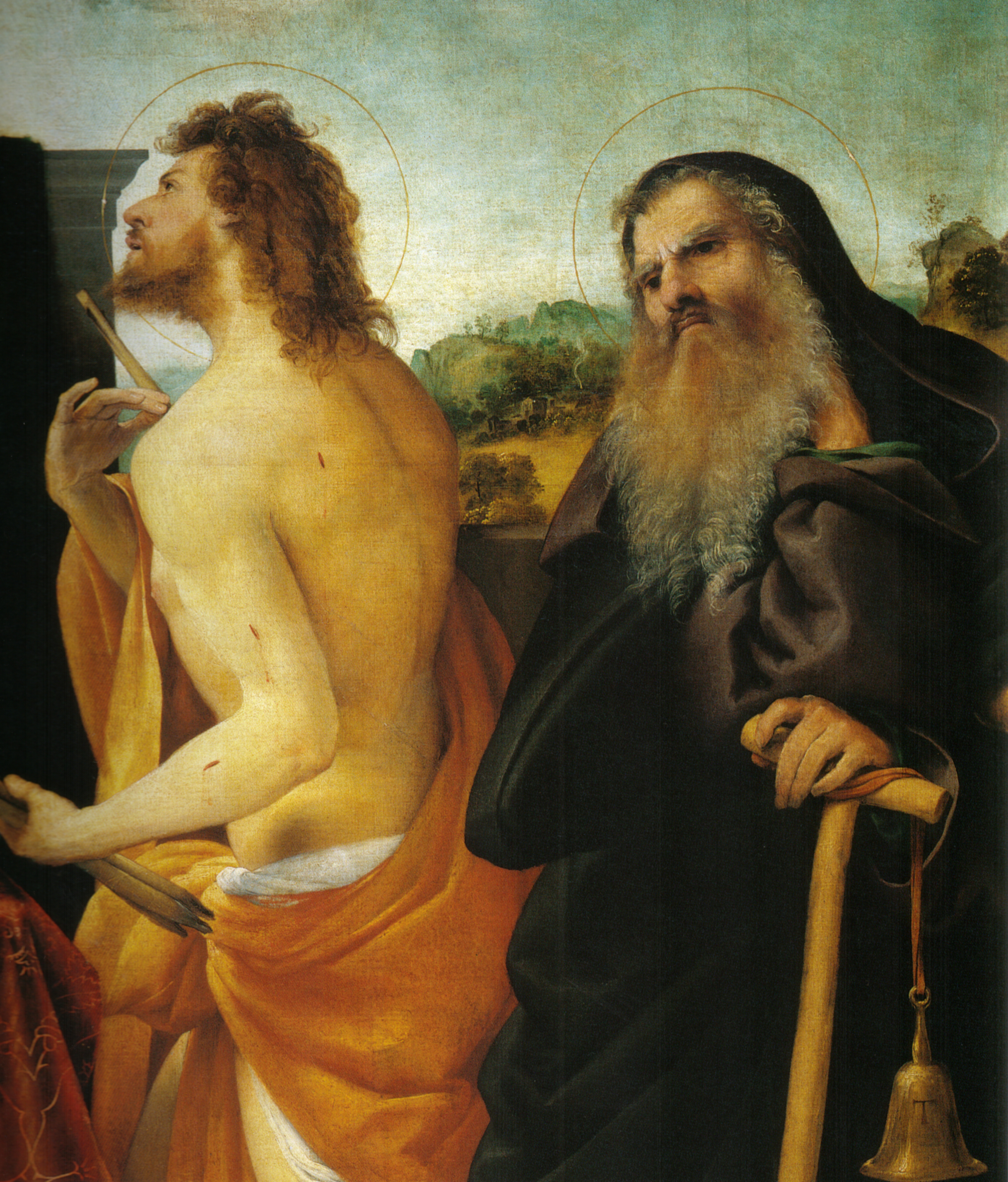
Dettaglio
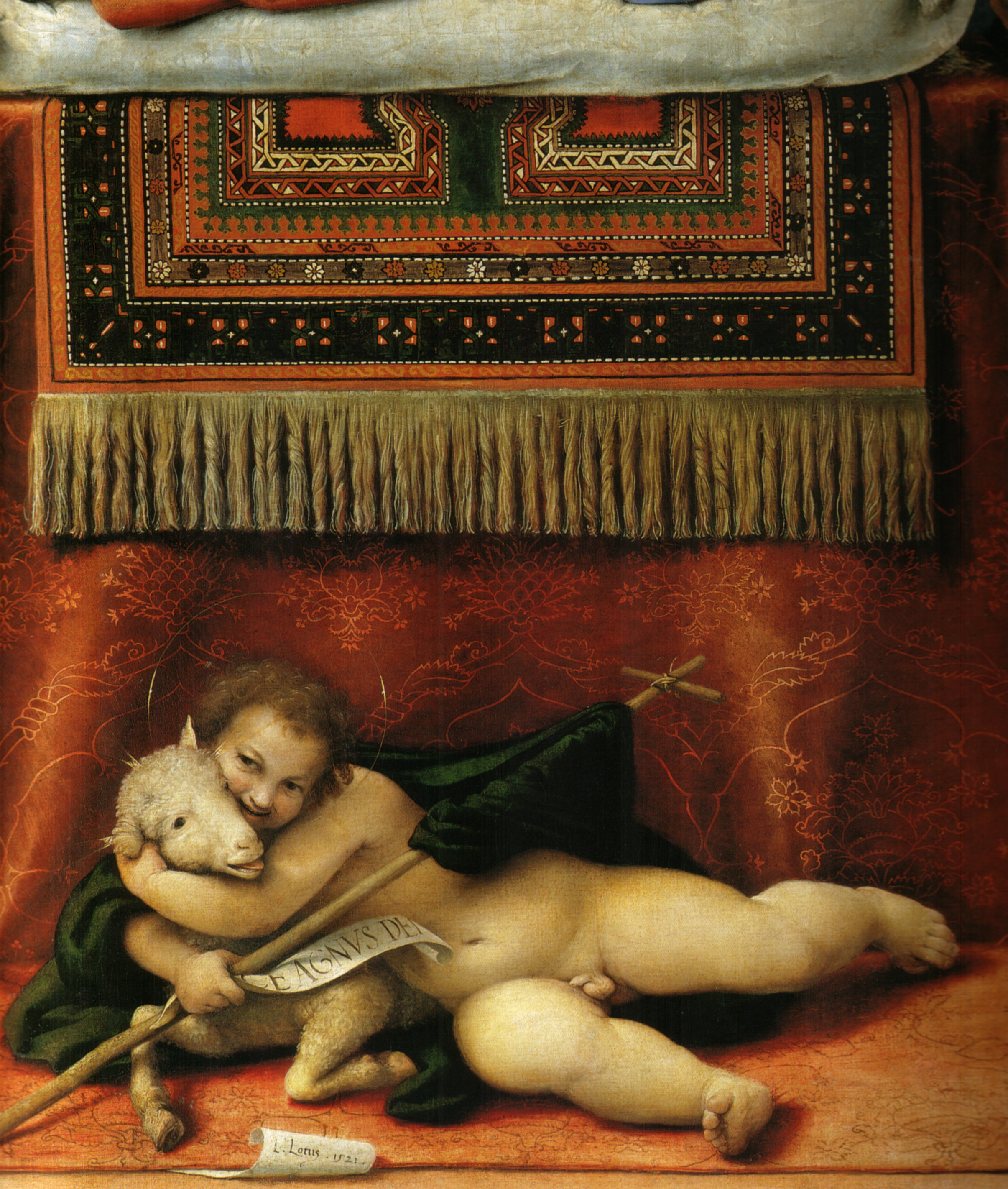
Dettaglio
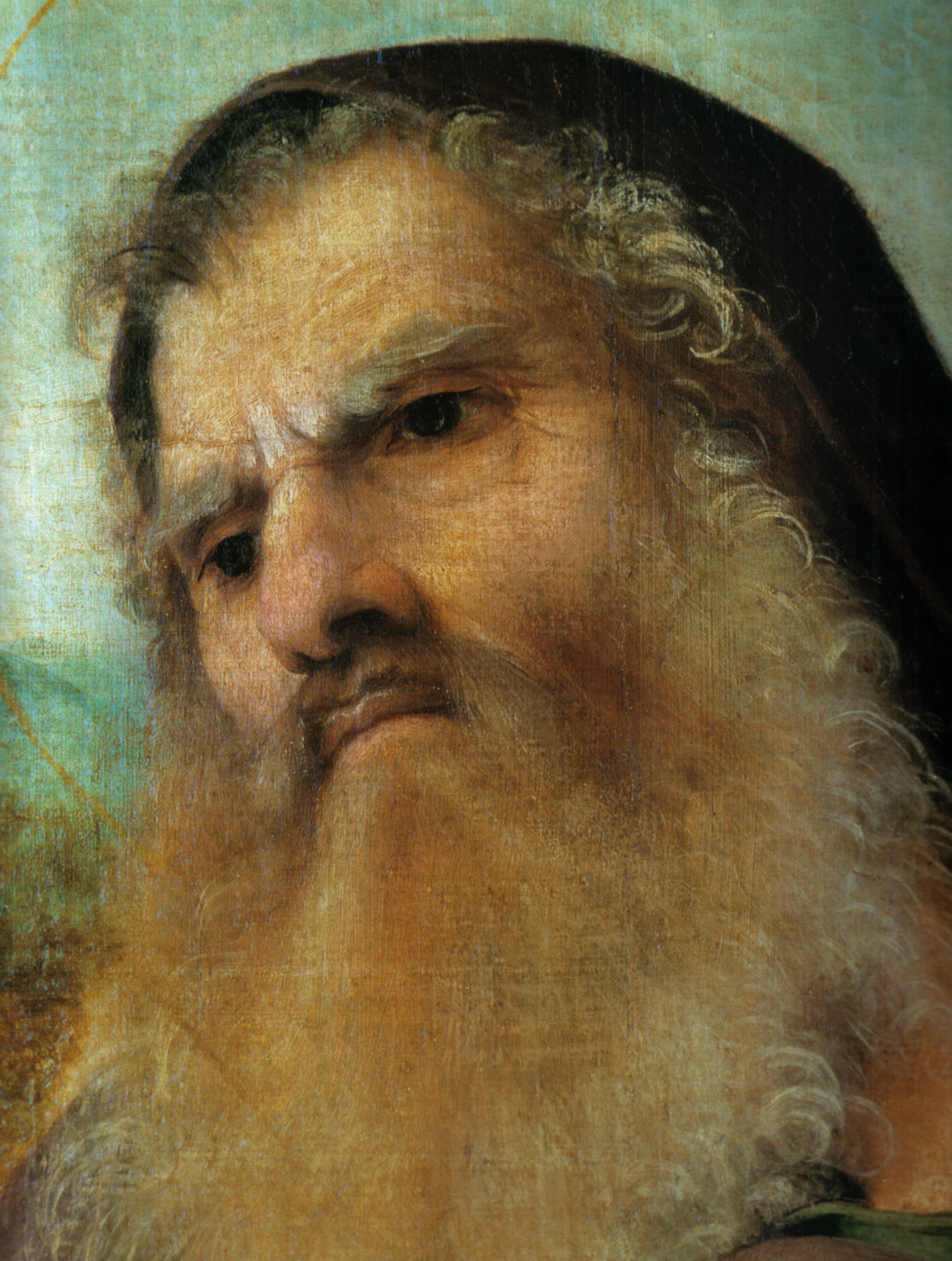
Antonio Abate
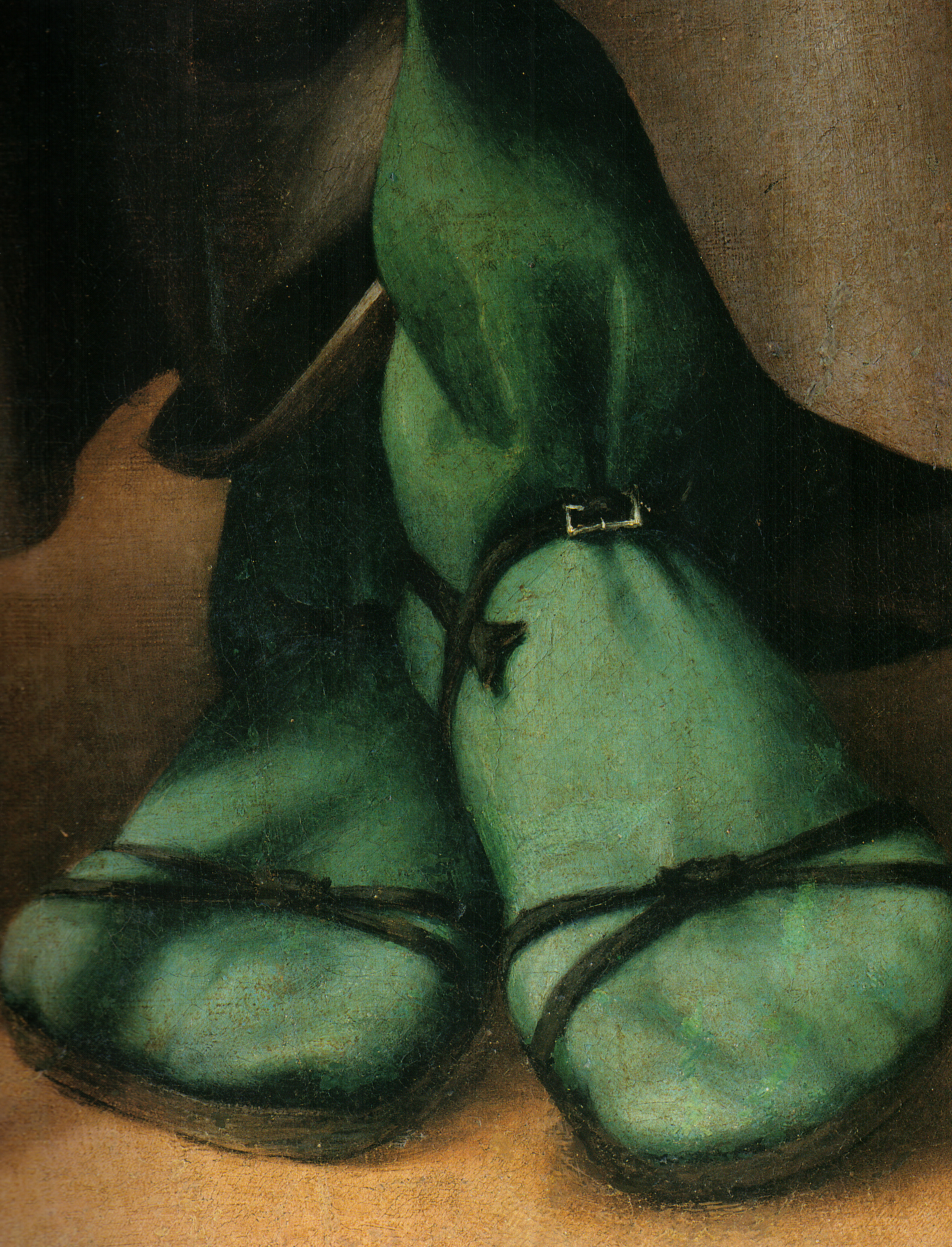
I piedi di Antonio abate